# 2024年黎巴嫩大停電
自當地時間2024年8月17日起，黎巴嫩全國持續陷入大規模停電狀態，原因是控制該國90%電力生產的黎巴嫩國家電力公司之燃料儲備耗盡，無法維持電力供應。這場危機還導致全國範圍內的水資源短缺，因為自來水公司無法正常抽水。同時，污水處理系統、港口、機場和監獄等多個重要機構也因此停擺。

## 背景
黎巴嫩的能源需求大多依賴進口。該國的能源市場面臨消費量急速增長和基礎設施損壞的挑戰，這些基礎設施部分在1975年至1990年間席捲該國的內戰中被摧毀，導致頻繁的能源短缺。
2021年10月，由於燃料不足，黎巴嫩全國陷入停電，當時該國最大的兩座發電站——扎赫拉尼與迪爾阿馬爾發電站關閉，國家無法提供集中供電，甚至私人發電機也無法正常運行。停電次日，黎巴嫩軍方從其燃料儲備中調撥燃料，才得以恢復供電。
由於政府無法支付來自伊拉克等國的燃料進口費用，黎巴嫩的發電量大幅下降，導致停電次數增加。
這場經濟危機發生時，黎巴嫩還面臨以色列與真主黨之間日益激化的軍事衝突。8月17日，就在停電開始前不久，以色列的空襲造成10名敘利亞人死亡。

## 停電
2024年8月17日，黎巴嫩國家電力公司宣佈其燃料儲備完全耗盡，迫使所有發電廠停止運轉。該公司稱，從當天中午起，黎巴嫩全國將進入無限期的全面停電，這將影響「機場、港口、水泵、污水系統、監獄等重要設施。」包括貝魯特港和貝鲁特-拉菲克·哈里里國際機場在內的幾個關鍵設施都被切斷電力。貝魯特機場民航總局局長法迪·哈桑表示，機場只能依靠發電機維持運作。黎巴嫩官員預計停電將持續24至48小時。
黎巴嫩電網最後運行的扎赫拉尼發電廠也因燃料枯竭被迫停機，該廠發表聲明稱，已經竭盡一切手段來延長發電時間。儘管政府預測電力將在24至48小時內恢復，扎赫拉尼發電廠的官員卻無法確定何時以及如何分階段恢復供電。
黎巴嫩國家電力公司表示，除了經濟危機，日益升級的以色列與真主黨之間的軍事衝突也是導致燃料短缺的原因之一，因為部分燃料被用於軍事行動。
南黎巴嫩水務公司在黎巴嫩國家電力公司聲明後隨即發佈通知，呼籲全體國民儘量節約用水，因為停電導致無法抽取足夠水量。能源部長瓦利德·費亞德指派黎巴嫩國家電力公司與利塔尼河管理局合作，集中資源，盡可能提供更多水源。
《Crisis24》報告稱，停電可能引發交通混亂、加油站與自動櫃員機停擺、商業活動受阻，以及安全系統故障，這可能導致犯罪活動增加。撰稿人還提到，如果停電持續時間過長，可能會引發大規模的反政府示威活動。
費亞德在電話採訪中透露，黎巴嫩已經同意從埃及接收燃料，並預計這批燃料將於8月23日抵達。

## 反應
黎巴嫩力量黨的國會議員拉齊·哈吉強烈批評，四百億美元，幾乎佔黎巴嫩一千億美元公共債務的一半，本應用來解決全國24小時供電問題，結果卻造成全面停電。他指責政府官員一貫只解決眼前問題，從未真正釐清並解決能源危機的根源，並提議應該對黎巴嫩的能源部門進行去中心化改革。
能源部長指責黎巴嫩銀行因無法向伊拉克支付燃料費，導致全國停電。黎巴嫩銀行則回應稱，議會並未授權其動用外匯應急儲備來支付進口燃料的費用。代理黎巴嫩銀行行長瓦西姆·曼蘇里指出，該行需要議會的授權才能進行這樣的支付。議員薩吉·阿蒂耶則指出，黎巴嫩國家電力公司「未能有效收取稅款，這才是危機的直接原因」，使其無法支付燃料款項，進而影響能源部門的運營。

### 國際
- 阿尔及利亚：總理納迪爾·拉爾巴維與黎巴嫩總理納吉布·米卡提通話時承諾，阿爾及利亞將立即提供燃料，幫助黎巴嫩緩解能源危機[14]。

- 伊拉克：停電期間，伊拉克拒絕與黎巴嫩續簽燃料換取服務的合同，原因是黎巴嫩銀行未批准7億美元的信貸額度，這是保持黎巴嫩履行協議的必要條件。黎巴嫩總理米卡提曾訪問巴格達，試圖說服伊拉克豁免這筆7億美元的債務，但未能成功。伊拉克總理穆罕默德·希亞·蘇丹尼表示，願意與黎巴嫩續簽協議，並在原有債務上再增加7億美元，這將使黎巴嫩欠伊拉克的債務翻倍至14億美元。然而，這一提議被黎巴嫩銀行拒絕[15]。